# Foe
Foe  is een Australisch-Amerikaanse psychologische thriller-sciencefictionfilm uit 2023, geregisseerd door Garth Davis, naar een scenario dat hij samen met Iain Reid schreef, gebaseerd op Reid's gelijknamige roman uit 2018.

## Verhaal
De levens van een getrouwd stel worden op hun kop gezet als een vreemdeling op hun boerderij arriveert en de echtgenoot informeert dat hij naar een groot ruimtestation zal worden gestuurd en dat zijn vrouw in het gezelschap van een robot zal achterblijven.

## Rolverdeling
| Acteur        | Personage |
| ------------- | --------- |
| Saoirse Ronan | Henrietta |
| Paul Mescal   | Junior    |
| Aaron Pierre  | Terrance  |

## Productie
In juni 2021 werd aangekondigd dat Garth Davis de film zou regisseren en samen zou schrijven met de auteur van de roman, Iain Reid. Saoirse Ronan, Paul Mescal en Lakeith Stanfield zouden de hoofdrol spelen. In oktober werd Aaron Pierre gecast om Stanfield te vervangen.
De opnames begonnen in januari 2022 in Melbourne en werden in april 2022 in Zuid-Australië afgerond.

## Release
De film ging in première op 30 september 2023 op het New York Film Festival. Op 6 oktober 2023 werd Foe uitgebracht in de Verenigde Staten.

## Ontvangst
Op Rotten Tomatoes heeft Foe een waarde van 15% en een gemiddelde score van 4,40/10, gebaseerd op 39 recensies. Op Metacritic heeft de film een gemiddelde score van 40/100, gebaseerd op 17 recensies.